# Meshell Ndegeocello
Meshell Ndegeocello, de son vrai nom Michelle Lynn Johnson, née le 29 août 1968 à Berlin, est une chanteuse, rappeuse et bassiste américaine. Elle est bien accueillie par la presse spécialisée pendant sa carrière, et compte dix nominations aux Grammy Awards. Elle est créditée pour avoir « lancé le mouvement neo-soul. »

## Biographie

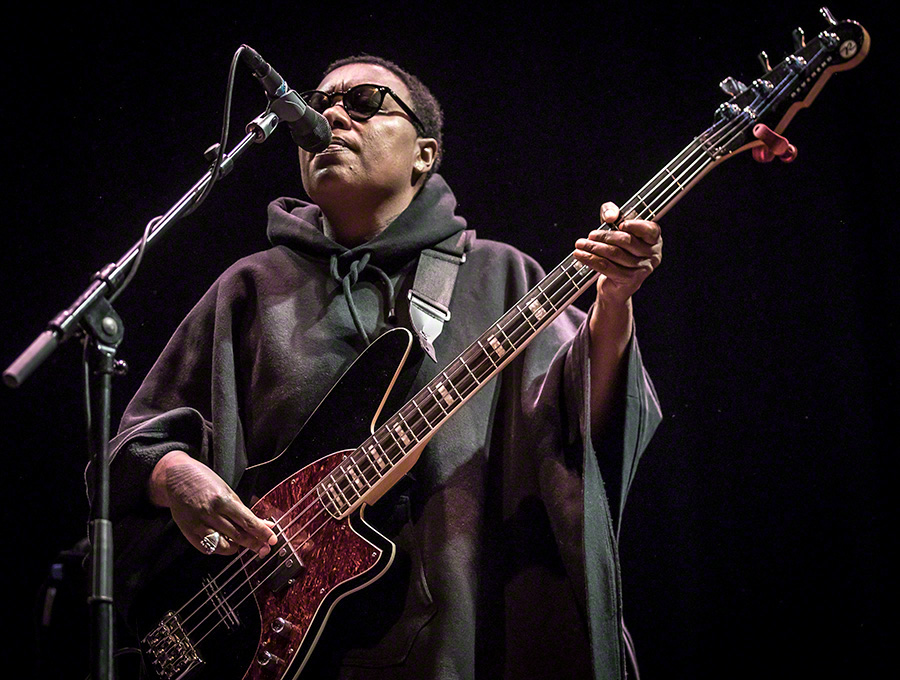
Ndegeocello (Oslo, 2016)

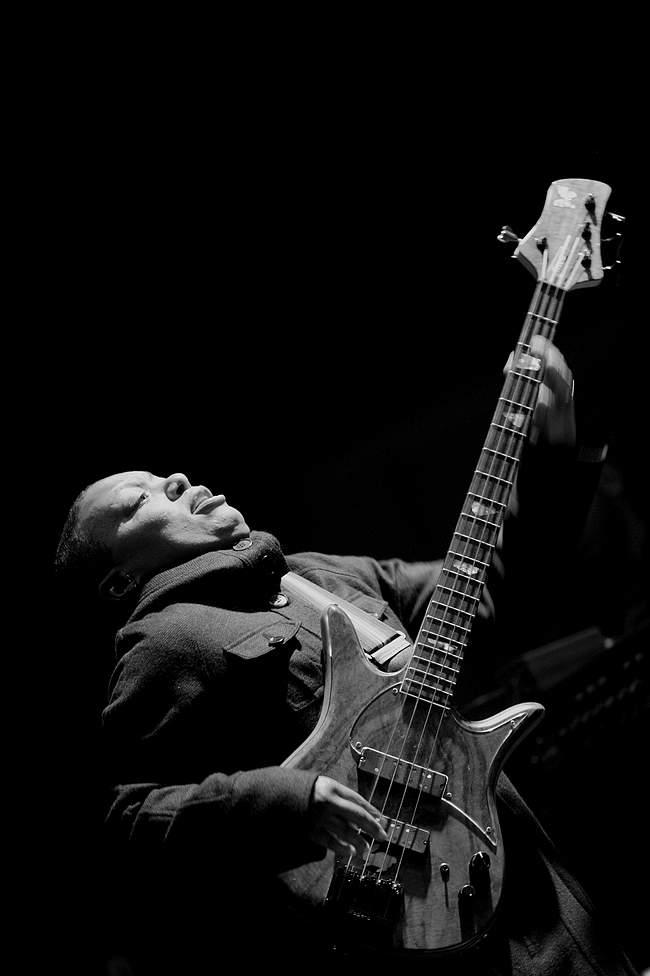
Meshell Ndegeocello en concert à Louvain (Belgique) en 2007.

Meshell Ndegeocello est née le 29 août 1968 à Berlin en Allemagne. Fille de Helen Johnson et du lieutenant et saxophoniste Jacques Johnson, Michelle grandit à Washington, D.C.. Elle se fait d'abord connaître sous le nom de Meshell Suhaila Bashir-Shakur mais elle a déjà adopté, à l'adolescence, le nom de Ndegeocello, « libre comme un oiseau » en langue swahili ; cependant l'appellation correcte de son nom est désormais Meshell Ndegeocello. Grande admiratrice de Nina Simone et de Miles Davis, elle fait revivre la musique soul, tout en la mêlant de funk, hip-hop, reggae, rock et de jazz. Dans les années 1990, elle fait des tournées avec Lilith Fair, et adopte un look androgyne.
Sa musique entre dans la bande sonore de plusieurs films comme Batman et Robin, Lost and Delirious ou Down in the Delta. Sa contribution à ce dernier long métrage est l'interprétation, au chant et à la basse, du titre My Soul Don't Dream avec le chanteur-guitariste Keb Mo. Meshell Ndegeocello apparait aussi sur des albums de Basement Jaxx, Indigo Girls et The Blind Boys of Alabama, comme choriste sur l'album Bedtime Stories de Madonna, et bassiste sur l'album Bridges to Babylon des Rolling Stones. Son plus grand succès est une reprise de Van Morrison, Wild Night, en duo avec John Cougar Mellencamp.
Sa chanson Tie One On est sélectionnée en tant que Starbucks iTunes Pick of the Week le 23 février 2010.

## Vie privée
Ndegeocello est bisexuelle et avait autrefois une relation avec l'auteure féministe Rebecca Walker. Le premier fils de Ndegeocello, Solomon, est né en 1989. Elle est actuellement mariée à Alison Riley, avec qui elle a eu son second fils. Elle souffre d'épilepsie photosensible et ne supporte pas les flashs d'appareil photo lorsqu'elle joue sur scène. Elle utilise le nom Meshell Suhaila Bashir-Shakur dans ses derniers travaux.

## Discographie
- 1993 : Plantation Lullabies
- 1996 : Peace Beyond Passion
- 1999 : Bitter
- 2002 : Cookie: The Anthropological Mixtape
- 2003 : Comfort Woman
- 2005 : The Spirit Music Jamia: Dance Of The Infidel Shanachie
- 2006 : The Article 3 (EP)
- 2007 : The World Has Made Me The Man Of My Dreams
- 2009 : Devil's Halo
- 2011 : Weather
- 2012 : Pour une âme souveraine, A Dedication to Nina Simone (en)
- 2014 : Comet, Come to Me
- 2018 : Ventriloquism (album de reprises)
- 2023 : The Omnichord Real Book
- 2024 : No More Water: The Gospel of James Baldwin